# (22352) 1992 UP3
1992 يو بي 3 (ويعرف أيضًا باسم (22352) 1992 يو بي 3 وفق تسمية الكوكب الصغير) (بالإنجليزية: 1992 UP3)‏ هو كويكب ضمن حزام الكويكبات؛ وترتيبه 22352 من حيث الاكتشاف.
اكتُشف هذا الجُرم الفلكي بواسطة Kin Endate ‏ في 26 أكتوبر 1992.

## وصلات خارجية
- (22352) 1992 UP3 في قاعدة بيانات مختبر الدفع النفاث لأجرام النظام الشمسي الصغيرة

- الاكتشاف · مخطط المدار ·  العناصر المدارية · المعلمات المادية

- (22352) 1992 UP3 على موقع ويكي سكاي: DSS2, SDSS, GALEX, IRAS, Hydrogen α, X-Ray, Astrophoto, Sky Map, Articles and images